# Pedra Molar
Pedra Molar es una localidad caboverdiana del municipio de São Lourenço dos Órgãos.

## Geografía
La localidad está situada en la isla Santiago.

## Organización territorial
La localidad abarca los lugares y barrios de:
- Belém Jorge
- Chã
- Costa d'Horta
- Covadinha
- Cutelo Moreno
- Mato Vaz
- Mercado
- Pedra Molar
- Telha